# Acacieae
Az Acacieae a hüvelyesek (Fabales) rendjébe, ezen belül a pillangósvirágúak (Fabaceae) családjába tartozó nemzetségcsoport.

## Rendszerezés
A nemzetségcsoportba az alábbi 7 nemzetség tartozik:
- akácia (Acacia) Mill. (1754) - típusnemzetség
- Acaciella Britton & Rose (1928)
- Mariosousa Seigler & Ebinger (2006)
- Parasenegalia Seigler & Ebinger (2017)
- Pseudosenegalia Seigler & Ebinger (2017)
- Senegalia Raf. (1838)
- Vachellia Wight & Arn. (1834)